# 貫名信行
貫名 信行（ぬきな のぶゆき、1951年10月8日 - ）は、日本の遺伝学者。同志社大学大学院脳科学研究科教授。医学博士。
東京都生まれ。東京教育大学附属高等学校卒業後、東京大学医学部に進学。その後講師、助教授を経て、理化学研究所の構造神経病理研究チームのリーダーとなり、順天堂大学で教鞭を執った後、2015年から教授。

## 学歴・職歴・在外研究

### 学歴
- 1970年 - 東京教育大学附属高等学校（現・筑波大学附属高等学校）卒業
- 1976年 - 東京大学医学部医学科卒業
- 1984年 - 東京大学より医学博士の学位を取得、学位論文の題は「アルツハイマー病脳の免疫組織化学的研究」

### 職歴
- 1984年10月 - 1991年11月 東京大学医学部 助手[2]
- 1991年11月 - 1992年12月 東京大学医学部神経内科講師（外来医長）[2]
- 1993年01月 - 1994年05月 東京大学医学部神経内科講師（病棟医長） [2]
- 1994年06月 - 1997年09月 東京大学医学部（神経内科）助教授[2]
- 1997年04月 - 1997年09月 東京大学大学院医学系研究科助教授（兼任）[2]
- 1997年10月 - 2012年10月 理化学研究所 脳科学総合研究センター 構造神経病理研究チーム チームリーダー[2]
- 2012年10月 - 2015年03月 順天堂大学神経変性疾患病態治療探索講座 教授[2]
- 2015年4月 - 現在 同志社大学大学院脳科学研究科 教授[2]

### 在外研究
- 1985年09月 - 1998年07月 アメリカ合衆国ハーバード大学へ留学 (Brigham and Women's Hospital, Center for Neurologic diseases) [2][注釈 1]